# Muzea Watykańskie
Muzea Watykańskie (wł. Musei Vaticani) – muzea publiczne Państwa Watykańskiego, powstałe ze zbiorów dzieł sztuki zgromadzonych przez poszczególnych papieży. Początki kolekcji związane są z kolekcją dzieł zgromadzonych przez Sykstusa IV i Juliusza II. Powiększone podczas pontyfikatów kolejnych papieży. Udostępnione publiczności już w 1787 roku w celu pogłębienia znajomości sztuki i kultury. Są jednym z najczęściej odwiedzanych muzeów świata.

## Historia
Muzea Watykańskie wywodzą swoje początki z odkrycia 14 stycznia 1506 roku w winnicy niedaleko bazyliki Santa Maria Maggiore w Rzymie antycznej rzeźby Grupy Laokoona, którą zakupił Papież Juliusz II od właściciela winnicy, za rekomendacją Giuliano da Sangallo i Michała Anioła, którzy pracowali w tym czasie dla papieża i zostali wysłani by zbadać to odkrycie. Po zakupie rzeźby papież nakazał umieścić ją na wystawie publicznej w Watykanie dokładnie miesiąc po jej odkryciu. W tym samym roku papież przeniósł swoją prywatną kolekcje rzeźb na dziedziniec oktagonalny. Równocześnie trwała budowa, zaprojektowanego przez Donato Bramante, dziedzińca belwederskiego, wokół którego przez następne stulecia rozbudowywano kolejne części muzeów. Jeszcze za panowania Juliusza II doszło do zakupu kolejnej rzeźby która z czasem nabrała statusu jednego z najcenniejszych dzieł w kolekcji muzeów - pochodzącej najprawdopodobniej z II wieku n.e. rzeźby przedstawiającej Apollina, która ze względu na jej ustawienie w krużganku dziedzińca (obok grupy Laokoona) zyskała sławę jako Apollo Belwederski. 
Zbiory dzieł sztuki sukcesywnie powiększały się nawet pomimo katastrofalnego w skutkach dla miasta złupienia w 1527 roku. Pomiędzy 1530 a 1536 rokiem do zbiorów dołączono Tors Belwederski, który dla renesansowych artystów, szczególnie Michała Anioła był źródłem inspiracji, pomimo uszkodzenia rzeźby w znacznej części. 
Muzea otwarto oficjalnie w roku 1757 za pontyfikatu papieża Benedykta XIV jako Museum Christianum.
Podczas pandemii COVID-19 watykańskie placówki muzealne były czasowo zamykane...

## Zbiory i oddziały
Obecnie zgromadzono w nich, w różnych działach, najbogatszą kolekcję dzieł sztuki z całego świata. W skład Muzeów wchodzą m.in.:
- Pinakoteka (wł. Pinacoteca vaticana) – muzeum powstałe podczas pontyfikatu Piusa VI. Gromadzi obrazy od wczesnego renesansu do XIX wieku. Można w niej zobaczyć dzieła takich mistrzów jak Giotto, Bellini, Leonardo da Vinci, Caravaggio, Domenichino, Guido Reni i wielu innych. W salach Pinakoteki znajduje się także zbiór ikon bizantyjskich. Galeria obrazów zgromadzona przez Piusa VI została wywieziona przez Francuzów. Po kongresie wiedeńskim zbiory odtworzył Canova, odzyskując część kolekcji. Pius XI, po traktatach laterańskich, zreorganizował Watykan i w 1932 przeniósł do obecnej siedziby. Kolekcja liczy 432 obrazy, prócz tego fragmenty fresków i ołtarzy.
- Muzeum Pio-Clementino – zapoczątkowała kolekcja rzeźb antycznych zgromadzona przez Klemensa XIV i Piusa VI. Wśród greckich i rzymskich rzeźb najbardziej znane są: Apollo Belwederski, Grupa Laokoona i Tors Belwederski[8][9].
- Gregoriańskie Muzeum Etruskie (założone w 1836) i Muzeum Egipskie (założone w 1839 przez Grzegorza XVI) gromadzi zabytki pochodzące z wykopalisk prowadzonych na terenach południowej Etrurii i w Egipcie.
- Muzeum Misyjno-Etnologiczne (założone w 1925 przez Piusa XI). Muzeum Podzielone jest na 2 części: pierwszą (Il Percorso principale) poświęcona tylko historii różnych religii w poszczególnych krajach pozaeuropejskich. Muzeum to podzielone jest na 25 działów obejmujących różne kraje lub większe strefy kulturowo-religijne (Chiny, Japonia, Korea, Tybet – Mongolia, Indochiny, subkontynent Indii, Indonezja – Filipiny, Polinezja, Melanezja, Australia, Etiopia, Madagaskar, Afryka, Ameryka, Persja). Ta część jest ogólnie dostępna dla publiczności. Druga część jest to muzeum – etnologii (Il Percorso secondario). Ten dział mogą oglądać wcześniej umówione grupy. Eksponaty w muzeum to głównie dary ofiarowywane papieżom oraz z wykopalisk. W latach 1967–1996 dyrektorem tego muzeum był Polak ks. Józef Penkowski.
- Muzeum Chiaramonti – powstało z inicjatywy Piusa VII w 1807, gromadzi kolekcję rzeźb antycznych powstałych w okresie od I wieku p.n.e. do III wieku.

W licznych galeriach zgromadzone są zbiory arrasów, map i ksiąg. Do ciągu muzealnego zostały włączone Stanze, czyli pomieszczenia ozdobione freskami m.in. przez Rafaela oraz Kaplica Sykstyńska.
W Sali Sobieskiego eksponowany jest obraz Jana Matejki przedstawiający Jana III Sobieskiego po zwycięstwie pod Wiedniem. Na obrazie król podaje list z wiadomością o pokonaniu Turków księdzu, który przekazuje go wraz ze zdobytym sztandarem papieżowi. Obraz został podarowany przez Jana Matejkę papieżowi Leonowi XIII z okazji obchodów 200. rocznicy stoczenia zwycięskiej bitwy.

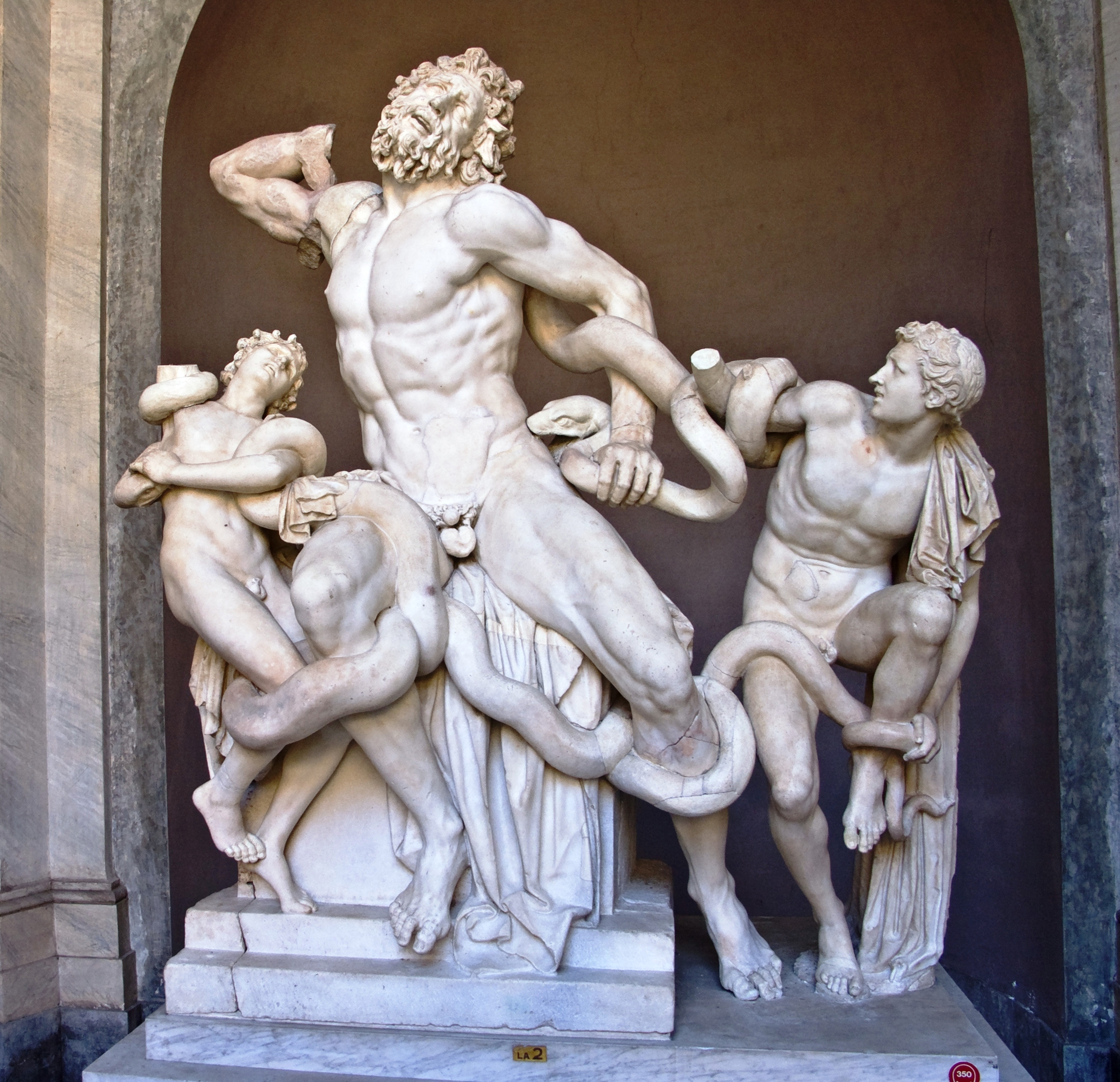
Grupa Laokoona
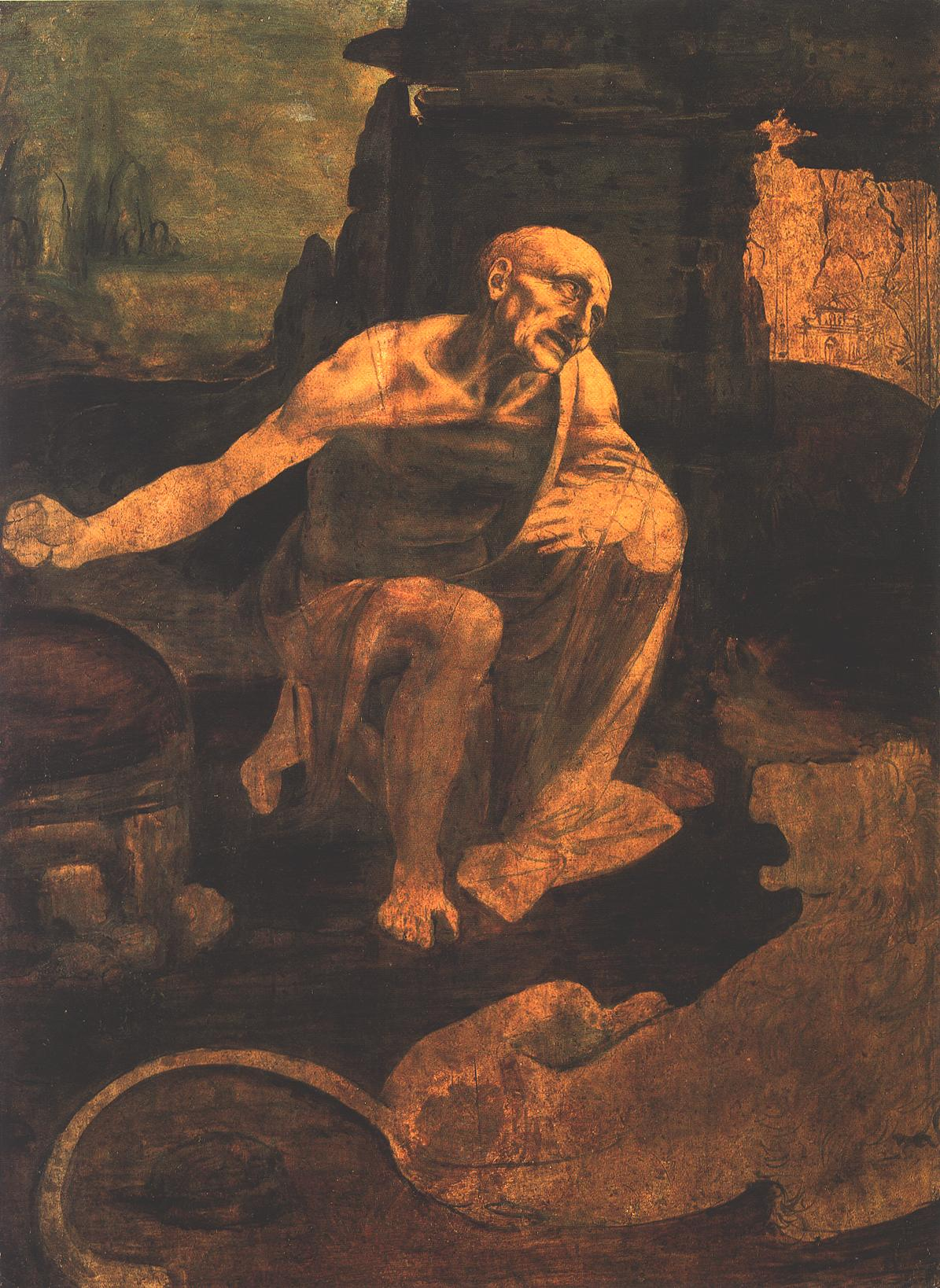
Leonardo da Vinci, Święty Hieronim na pustyni
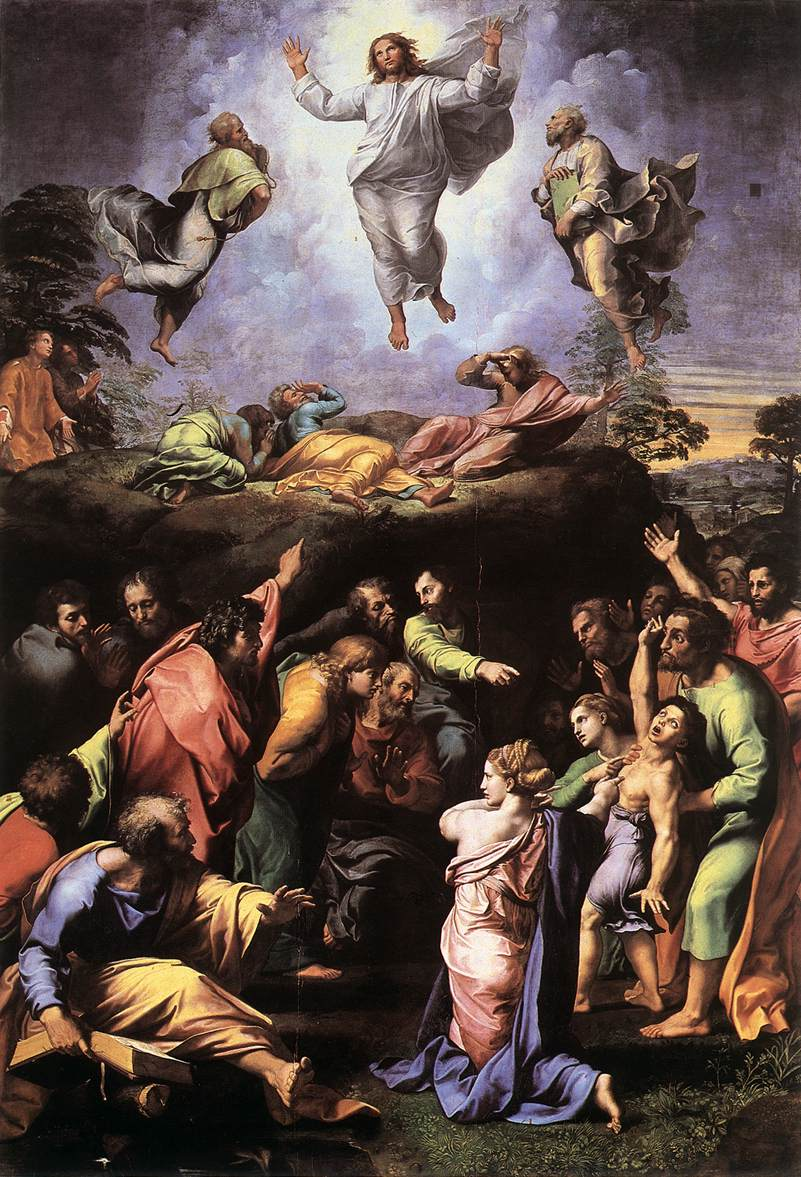
Rafael, Przemienienie
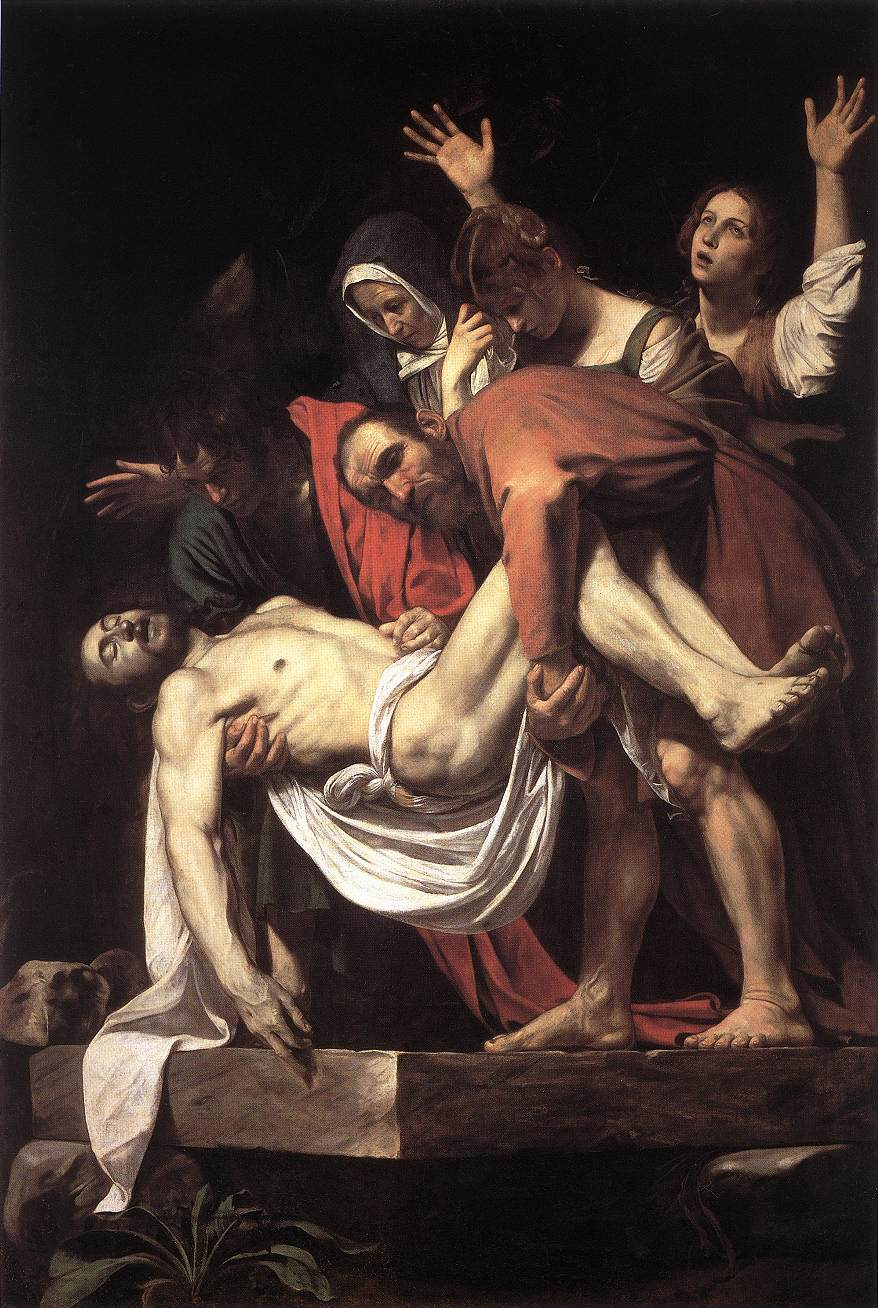
Caravaggio, Złożenie do grobu
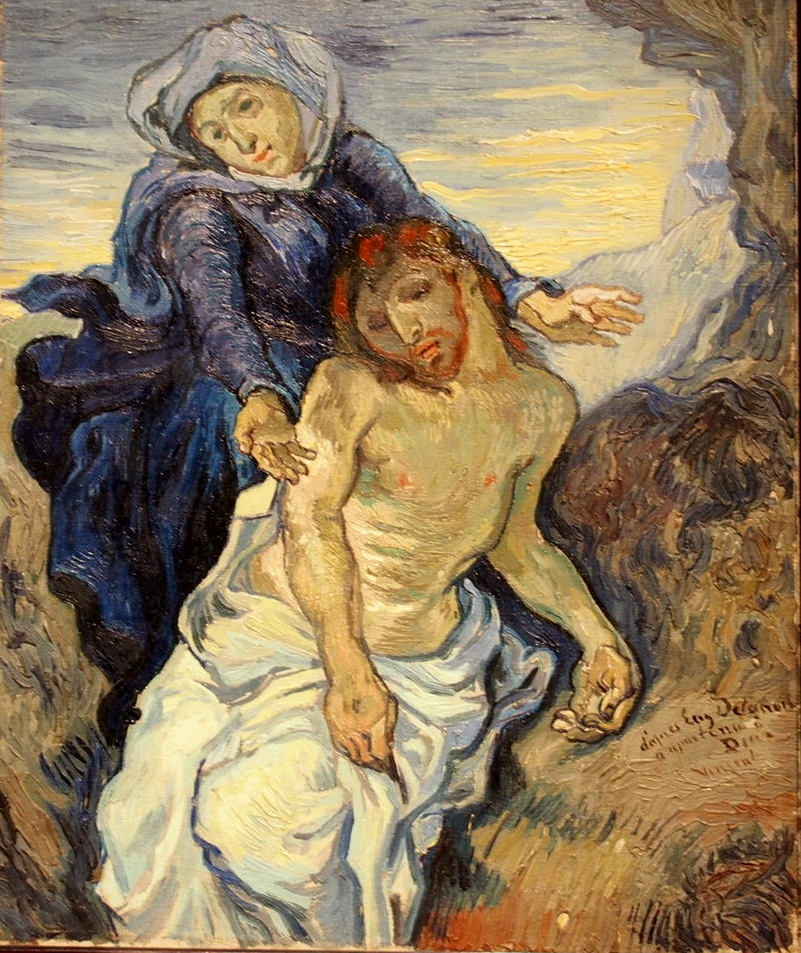
Vincent Van Gogh, Pietà
Jan Matejko, Jan Sobieski pod Wiedniem
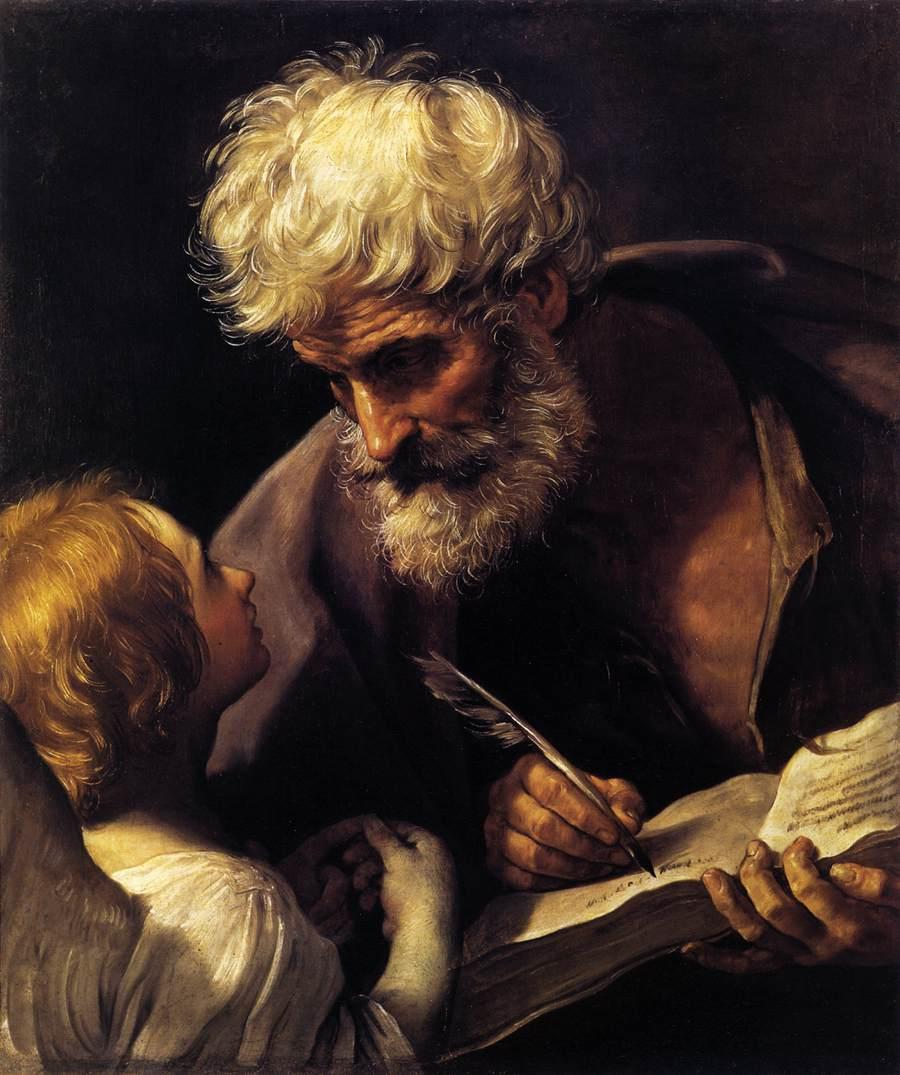
Guido Reni, Święty Mateusz z aniołem
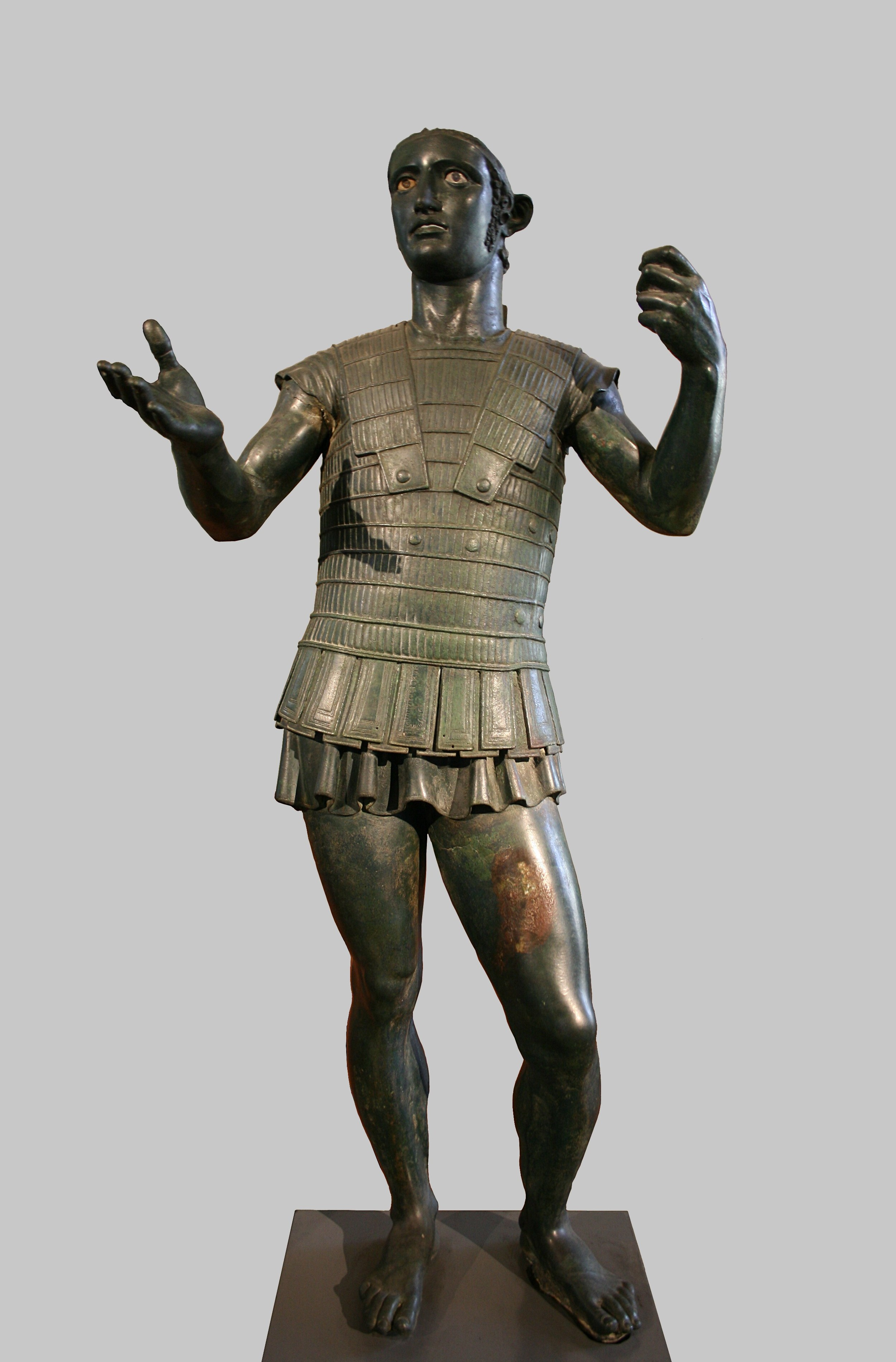
Mars z Todi
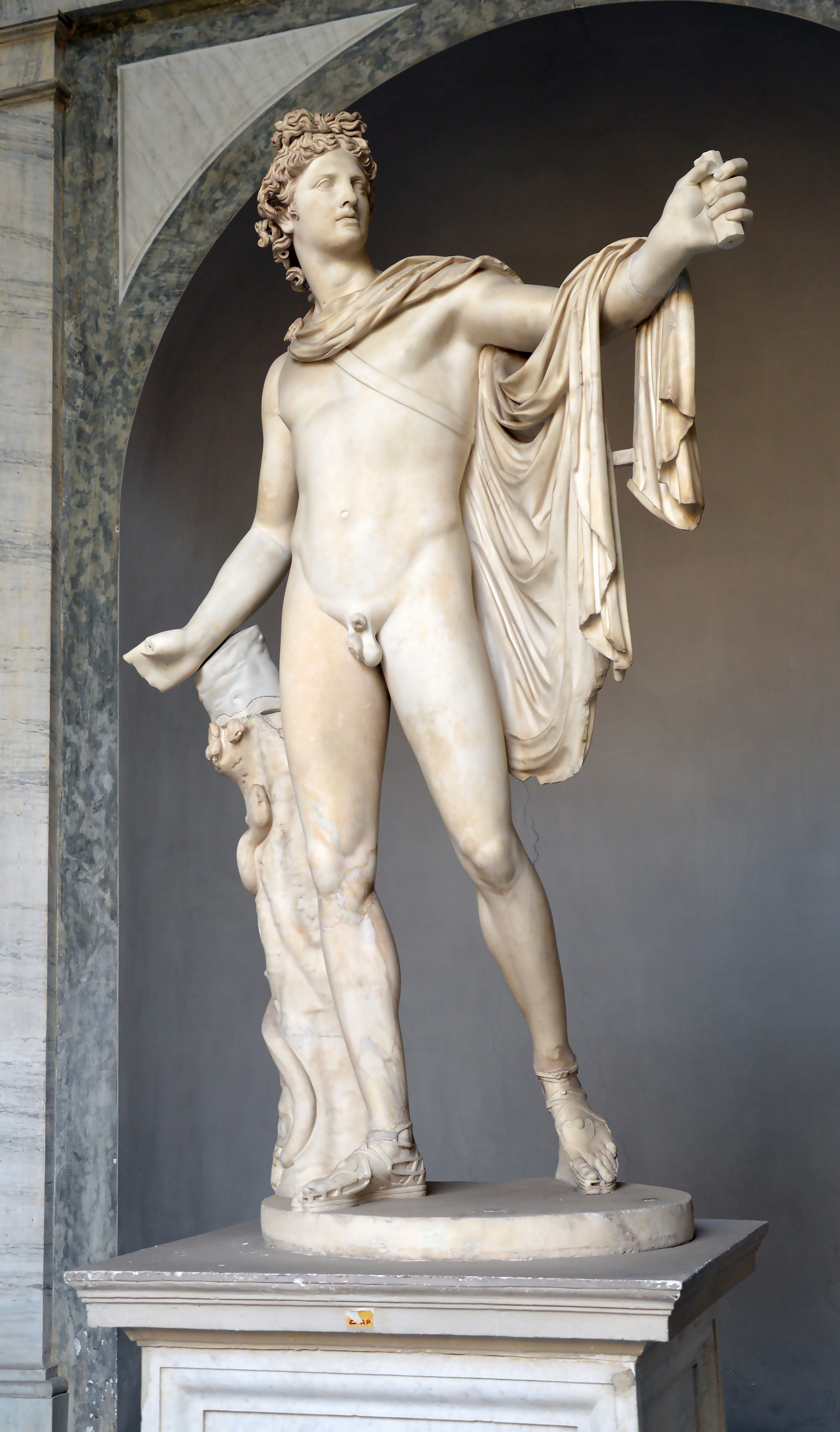
Apollo Belwederski
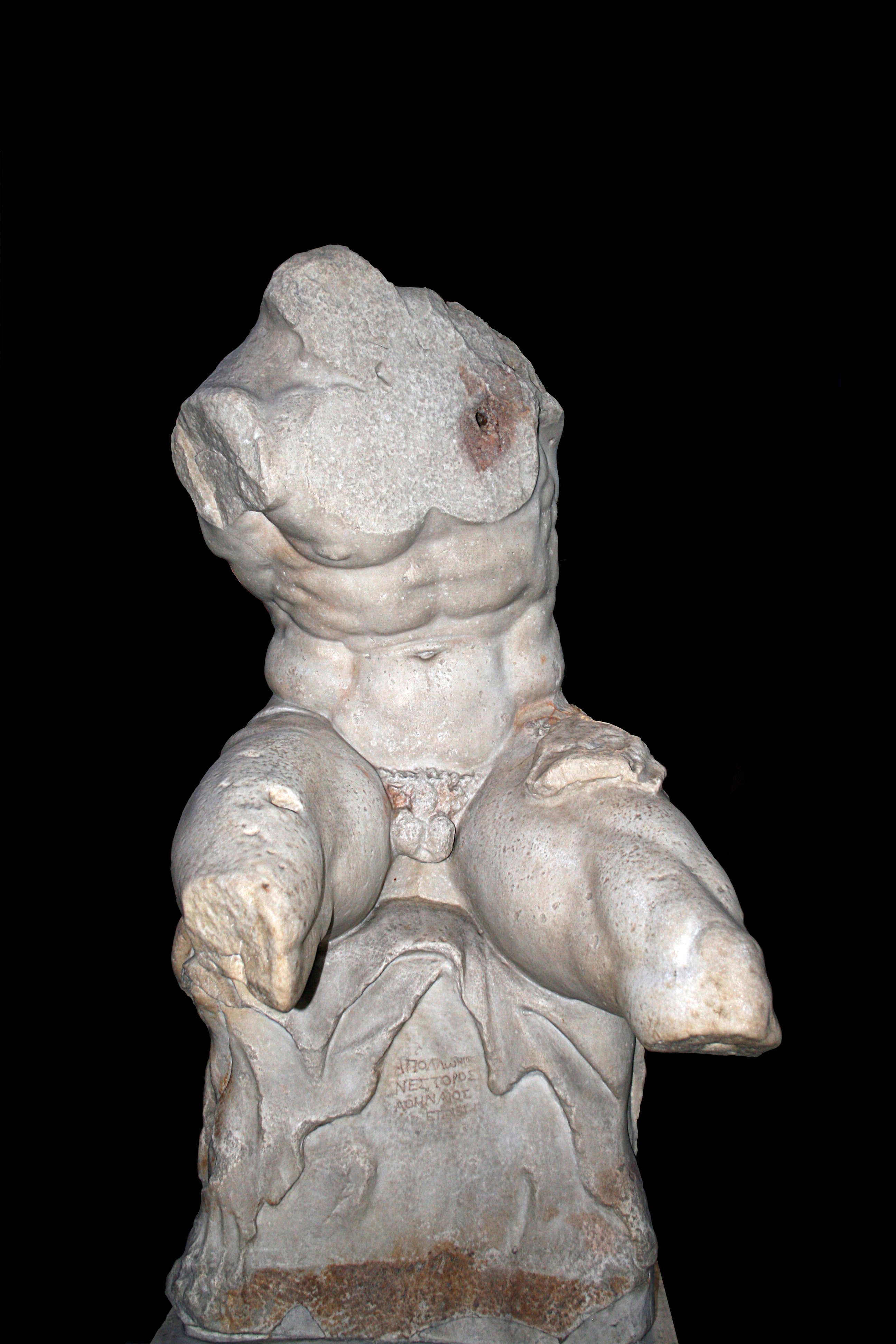
Tors Belwederski